# Alfred Gilgen

Alfred Gilgen

Alfred Gilgen (Zürich, 28 november 1930 - 12 februari 2018) was een Zwitsers politicus.
Alfred Gilgen studeerde medicijnen en was politiek actief voor de links-liberale Landesring der Unabhängigen (Lijst van Onafhankelijken, LdU).
Alfred Gilgen was voor de LdU lid van de Regeringsraad van het kanton Zürich en van 1 mei 1975 tot 30 april 1976, van 1 mei 1982 tot 30 april 1983, van 1 mei 1987 tot 30 april 1988 en van 1 mei 1991 tot 30 april 1992 voorzitter van de Regeringsraad (dat wil zeggen regeringsleider) van het kanton Zürich.